# Рой Кон
Рой Ма́ркус Кон (англ. Roy Marcus Cohn; 20 лютого 1927, Нью-Йорк, США — 2 серпня 1986, Бетесда, Меріленд, США) — американський політик, консервативний юрист, адвокат і наставник Дональда Трампа, який здобув популярність в антикомуністичному та антигомосексуальному «полюванні на відьом» сенатора Джозефа Маккарті, а також як представник сторони обвинувачення у справі подружжя Розенберг, гомосексуал.

## Ранні роки
Народився в єврейській сім'ї в Бронкс, Нью-Йорк, Кон був єдиною дитиною судді Альберта К. Кона (1885—1959); його батько мав вплив на політику Демократичної партії США. Його дядько був Джошуа Лайонел Коуен, засновник і давній власник корпорації Лайонел, виробника іграшкових поїздів. Кон жив у будинку батьків до смерті матері, після чого переїхав у Нью-Йорк, де у двадцять років він закінчив Колумбійський університет.
Атмосфера родини була безлюбна і нещасна. Разом з тим Кон і його мати були дуже близькі, і Кон жив з нею, поки йому не виповнилося 40 років. Коли батько Кона наполягав, щоб його сина відправили в літній табір, його мати зняла будинок біля табору, її присутність кинула підставу над його досвідом. В особистих відносинах Кон виявляв ніжність, яка відсутня у його публічної персони, але виявляв глибоко вкорінене марнославство та невпевненість.

## Справа подружжя Розенберг
Кон відіграв визначну роль у справі подружжя Розенберг в 1951 році. Безпосереднє дослідження Кона щодо брата Етель, Девіда Грінгласса, дало свідчення, які були центральними для засудження Розенбергів та подальшої страти. Грінгласс засвідчив, що він передав Розенбергам секретні документи з проєкту «Мангеттен», які були вкрадені Клаусом Фуксом. Пізніше Грінгласс стверджуватиме, що він брехав у суді, щоб «захистити себе та свою дружину Рут». Кон завжди пишався вироком Розенберга і стверджував, що зіграв велику роль.
У своїй автобіографії він зазначив, що його власний вплив призвів до того, що до справи були призначені як головний прокурор Сайпол, так і суддя Ірвінг Кауфман. Кон далі заявив, що Кауфман виніс смертну кару на основі своєї особистої рекомендації.

## Головний радник Маккарті
Суд над Розенбергом привернув увагу 24-річного Кона до директора Федерального бюро розслідувань (ФБР) Дж. Едгара Гувера, який рекомендував його Джозефу Маккарті. Маккарті найняв Кона головним радником, вибравши його замість Роберта Ф. Кеннеді. Кон сприяв роботі Маккарті в постійній Комісії з розслідування антиамериканської діяльності сенату, ставши відомим завдяки агресивним допитам підозрюваних комуністів. Кон вважав за краще не проводити слухань на відкритих форумах, що добре поєднувалося з перевагою Маккарті щодо проведення «виконавчих сесій» та «поза записом» сесій за межами Капітолія, щоб мінімізувати громадський контроль і допитувати свідків відносно безкарно. Кон отримав волю для проведення багатьох розслідувань, причому Маккарті приєднався лише до більш розрекламованих сесій.

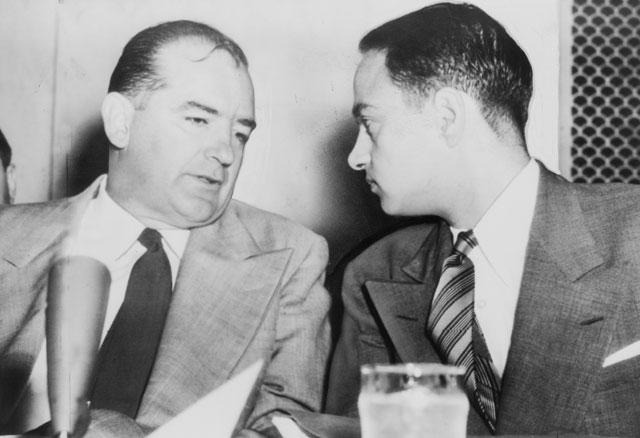
Рой Кон (праворуч) і Джозеф Маккарті

Кон відіграв важливу роль в антикомуністичних слуханнях Маккарті. Під час «Lavender scare» Кон і Маккарті намагалися посилити антикомуністичний запал у країні, стверджуючи, що комуністи за кордоном переконали кількох закритих гомосексуалів, зайнятих федеральним урядом США, передавати важливі державні таємниці в обмін на збереження своєї сексуальності в таємниці. Переконавшись, що працевлаштування гомосексуалів зараз загрожує національній безпеці, президент Дуайт Ейзенхауер 29 квітня 1953 р. Підписав розпорядження про заборону гомосексуалам працювати у федеральному уряді.
Пізніше стало відомо, що Кон сам був гомосексуалом. Подробиці його життя дозволили біографам називати цього нещадного, але талановитого діяча лицеміром найвищого ґатунку: «він був одночасно євреєм і антисемітом, гомосексуалом і гомофобом».
Кон запросив свого друга Девіда Шина, антикомуністичного пропагандиста, приєднатися до штату Маккарті як консультанта. Коли Шина призвали в армію США в 1953 році, Кон багаторазово намагався забезпечити особливе ставлення до Шина. Він зв'язався з військовими чиновниками від міністра армії до командира роти Шина і вимагав, щоб Шин отримав додаткову відпустку та звільнення від закордонного відрядження. Одного разу, як повідомляється, Кон погрожував «зруйнувати армію», якщо його вимоги не будуть виконані. Цей конфлікт, разом із заявами Маккарті про те, що в Міністерстві оборони були комуністи, призвів до слухань армії та Маккарті 1954 р., Під час яких армія звинуватила Кона і Маккарті у неналежному тиску від імені Шина, а Маккарті та Кон протидіяли армії. Під час слухань було представлено фотографію Шина, і Джозеф Н. Велч, адвокат армії у слуханнях, звинуватив Кона у догляді за зображенням, щоб показати Шина наодинці з міністром армії Робертом Т. Стівенсом.
Хоча результати слухань звинувачують Кона, а не Маккарті, вони широко вважаються важливим елементом ганьби Маккарті. Після слухань армії, Кон звільнився зі штату Маккарті.

## Юридична кар'єра
Після краху маккартизму вступив до нью-йоркської адвокатської фірми. Вже через кілька років він мав унікальний список високопоставлених клієнтів: бос мафії Карміне Ґаланте, італійський католицький кардинал Френсіс Спеллман, Б'янка Джаггер, художник Енді Уорхол, власники клубу «Студія 54» Йен Шрейгер і Стів Рубелла, дизайнер Келвін Кляйн і Дональд Трамп. Як судовий адвокат він заслужив прізвисько «атакуюча собака».
Був широко відомий, вів розкішний спосіб життя; мільйонні рахунки та дорогі автомобілі — все оплачувалося його адвокатською фірмою. У червні 1986 р. колегія адвокатів при Верховному Суді штату позбавила Кона права практикуючого адвоката в штаті Нью-Йорк. Його діяльність була названа «неетичною», «непрофесійною» і «негідною».

## Смерть
У 1984 році у Кона діагностували СНІД, і він намагався тримати свій стан в таємниці, отримуючи експериментальну медикаментозну терапію. Він брав участь у клінічних випробуваннях АЗТ — препарату, спочатку синтезованого для лікування раку, але згодом розробленого як перший засіб проти ВІЛ для хворих на СНІД. Він наполягав до дня смерті, що його хвороба — рак печінки. Помер 2 серпня 1986 р. У Бетесді, штат Мериленд, від ускладнень від СНІДу у віці 59 років. Після смерті Служба внутрішніх доходів вилучила майже все, що він мав. Однією з речей, яку податкова служба не вилучила, була пара діамантових запонок, переданих йому клієнтом і другом Дональдом Трампом. Пізніше оцінювач оголосив алмазні запонки фальшивими. За словами Роджера Стоуна, «абсолютною метою Кона було померти повністю і заборгувати мільйони податковій службі. Йому це вдалося». Його поховали на кладовищі «Union Field» у Квінз, штат Нью-Йорк.